# Limnoporeia cooki
Limnoporeia cooki is een vlokreeftensoort uit de familie van de Phoxocephalidae. De wetenschappelijke naam van de soort is voor het eerst geldig gepubliceerd in 2009 door Taylor.